# Eric LaRue
Eric LaRue ist ein Filmdrama von Michael Shannon. Es handelt sich um eine Verfilmung des Theaterstücks Eric Larue von Brett Neveu. Der Film mit Judy Greer und Alexander Skarsgård in den Rollen der Eltern des titelgebenden Amokläufers feierte im Juni 2023 beim Tribeca Film Festival seine Premiere und kam Anfang April 2025 in die US-Kinos.

## Handlung
Nachdem ihr Sohn bei einem Amoklauf an seiner Schule drei Mitschüler erschossen hat, muss sich dessen Mutter Janice LaRue darauf vorbereiten, ihren Sohn im Gefängnis zu besuchen. Der Vater Ron hat sich in eine Kirche zurückgezogen. Sie wollen sich gemeinsam dem Tribunal der trauernden Eltern stellen, die bei dem Amoklauf ihre Söhne und Töchter verloren haben.

## Produktion
Der Film basiert auf einem Theaterstück von Brett Neveu, das 2002 am A Red Orchid Theatre in Chicago uraufgeführt wurde und das dieser für den Film adaptierte. Regie führte der Theater- und Filmschauspieler Michael Shannon. Eric LaRue ist sein Regiedebüt. Shannon ist einer der Mitgründer des A Red Orchid Theatre.
Judy Greer und Alexander Skarsgård spielen Janice und Ron, die Eltern des jungen titelgebenden Amokläufers Eric LaRue. In weiteren Rollen sind Tracy Letts, Alison Pill und Kate Arrington zu sehen.
Der Drehbeginn war für August 2022 in der Hafenstadt Wilmington angesetzt. Ursprünglich wollte Shannon in Little Rock drehen. Nachdem die Generalstaatsanwältin von Arkansas, Leslie Rutledge, ein Gesetz bestätigt hatte, das Abtreibung verbietet, außer wenn das Leben der Mutter gefährdet ist, verlegte er aus Protest gegen diese Entscheidung den Drehort nach North Carolina. Als Kameramann fungierte Andrew Wheeler.
Die Premiere des Films erfolgte am 10. Juni 2023 beim Tribeca Film Festival, wo er in der Sektion Spotlight Narrative gezeigt wurde. Im Oktober 2023 wurde er beim Chicago International Film Festival vorgestellt. Am 4. April 2025 kam der Film in ausgewählte US-Kinos.

## Rezeption

### Kritiken
Von den bei Rotten Tomatoes aufgeführten Kritiken sind 70 Prozent positiv. Bei Metacritic erhielt der Film einen Metascore von 61 von 100 möglichen Punkten.

### Auszeichnungen
Denver International Film Festival 2023
- Auszeichnung mit dem Breakthrough Director Award (Michael Shannon)[11]